# Celso Emilio Ferreiro
Celso Emilio Ferreiro Míguez (Celanova, 6 janvier 1912 - Vigo, 1979) est un écrivain, poète et militant politique espagnol. Il écrit en langue espagnole et galicienne,. Il participe, aux côtés des nationalistes galiciens, à la lutte contre le régime franquiste.

## Ouvrages

### Poésie
- O soño sulagado (1955).
- Longa noite de pedra (1962).
- Viaxe ao país dos ananos (1968).
- Cantigas de escarnio e maldicir (1968).
- Paco Pixiña (1969)
- A fronteira infinida (1972).
- Ceminterio privado (1973).
- Onde o mundo se chama Celanova (1975).
- A taberna do galo (1978)